# 郭郛 (弘治進士)
郭郛（1466年—？），字于蕃，直隸廣平府肥鄉縣人，民籍，明朝政治人物。

## 生平
天资高迈，过目成诵。從父宦京师，受業杨邃菴之门，甚見器重。侍郎张海奇其才，以女妻之。順天府鄉試第二十名舉人。弘治九年（1496年）中式丙辰科會試第四十一名，三甲第九名進士。授吴江县知县，击豪右，修学校，建永濟倉，築垂虹橋，未一年以憂解官，吴人立懷賢亭以思之。服阕，補英山，調清河，擢南京監察御史，弹劾权贵，無所顾忌，卒以此罢歸。退居二十年，俯仰無愧。

## 家族
曾祖郭晟，衛經歷；祖父郭謙，縣丞 贈戶部員外郎；父郭忠，知府。母梁氏（封人）。永感下。